# Amur–Jakutszk-vasútvonal

Az Amur–Jakutszk-vasútvonal (narancssárgával)

Az Amur–Jakutszk-vasútvonal (oroszul: Амуро-Якутская железнодорожная магистраль, Amuro-Jakutszkaja zseleznodorozsnaja magisztral, orosz rövidítése: АЯМ) észak-déli irányú vasúti fővonal Oroszország ázsiai részén, Kelet-Szibériában, mely összeköti Jakutföld déli részét a Transzszibériai vasútvonallal és a Bajkál–Amur-vasútvonallal (BAM). Déli vonalszakaszait már korábban üzembe helyezték. A Nyizsnyij Besztyah állomásig  tartó utolsó északi szakaszt hivatalosan 2019. július 27-én adták át, és ezzel Jakutszk körzete is bekapcsolódott az országos vasúti hálózatba.

## Általános ismertetése
Az Amur–Jakutszk-vasútvonal – nem hivatalos elnevezés, az oroszországi vasúti társaságok portálján nem szerepel (2019-ben). Az elnevezés az építkezés éveiben alakulhatott ki, és számos híradás azóta is ezt használja. Az online forrásokban ismertetett Amur–Jakutszk-vasútvonal (AJAM) az Amuri terület nyugati felén (206 km) és nagyrészt Jakutföld déli részén vezet keresztül. Csaknem teljes hosszában egyvágányú, nem villamosított. A Transzszibériai vasútvonal 7276-os kilométerétől (Szkovorogyino állomáshoz közel) indul ki észak felé. Északi végpontja Nyizsnyij Besztyah állomás, a Léna Jakutszkkal szembeni (jobb) partján. A vasútvonal teljes hosszát többnyire 1239 km-ben adják meg (online hivatalos verzió nincs). 

## Nyomvonala

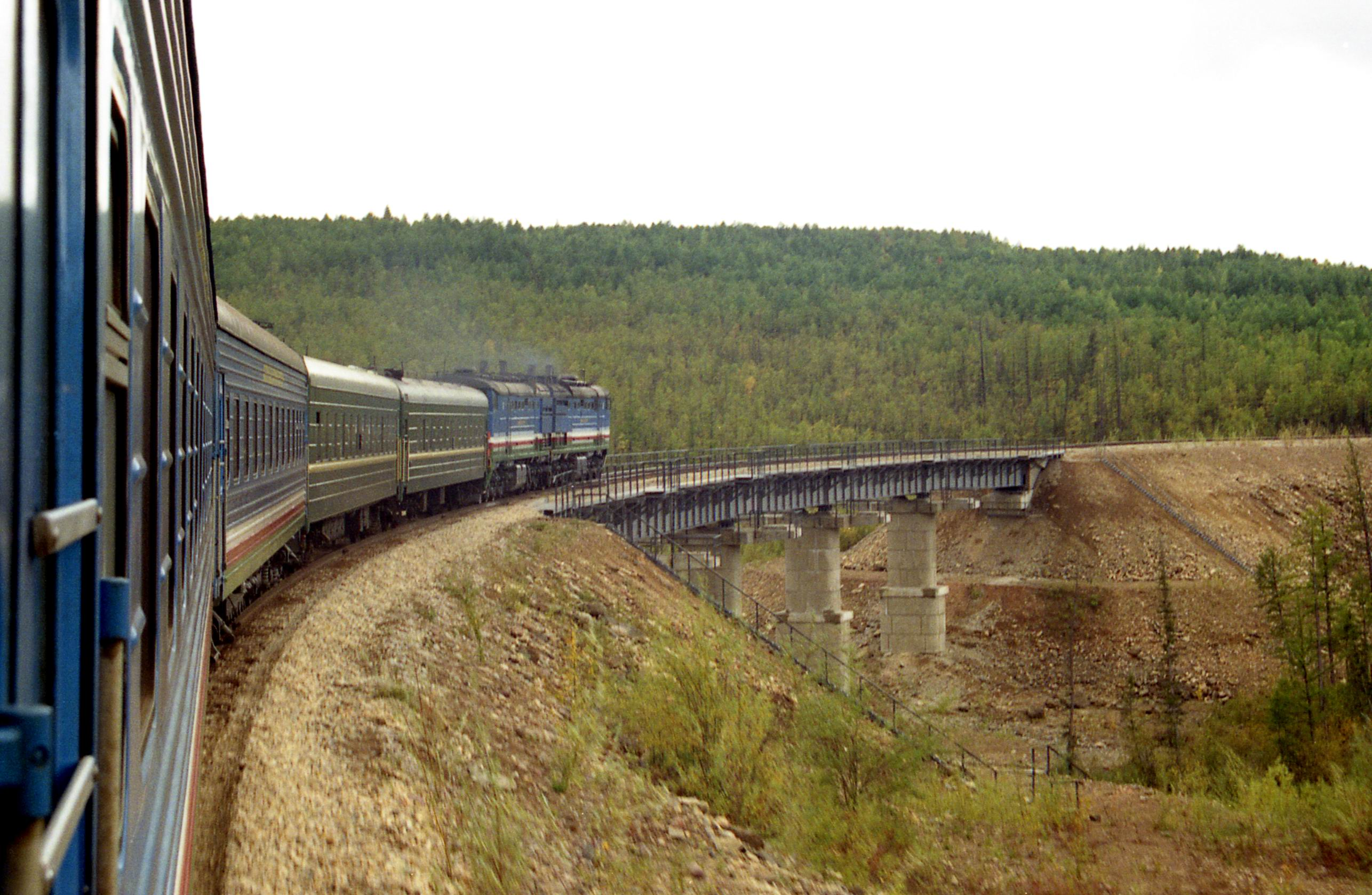
Szerelvény a Tommot–Nyerjungri szakaszon (2004)

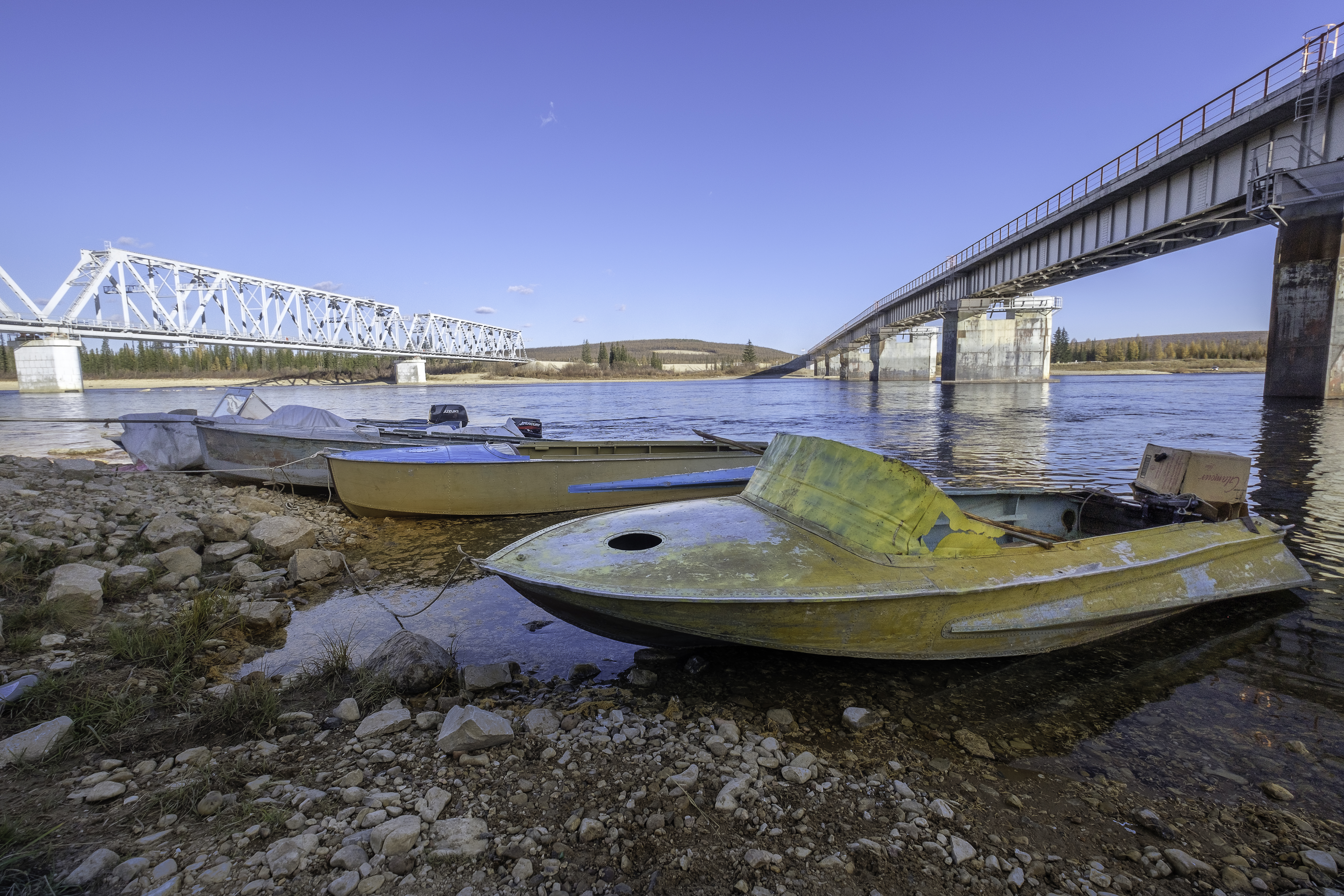
Vasúti és közúti híd az Amgán (2018)

Nyomvonala délen a Transzszibériai vasútvonalból indul ki, Tindánál keresztezi a Bajkál–Amur-vasútvonalat és kb. 25 km-en át azzal párhuzamosan halad. 
Két helyen is keresztezi a Giljuj folyót, áthalad a Sztanovoj-hegylánc alatt fúrt kb. 1200 m-es alagúton. Dél-Jakutföld folyókkal sűrűn szabdalt, hegyes vidékén, az Aldan-felföldön vezet tovább, keresztezi előbb az Aldant, melyen a vonal leghosszabb, 500 m-es hídja ível át, majd az Amgát (hídja 347 m). Északabbra kevesebb a hegy és a vízfolyás. A Léna partjához kiérve és azon túl már sík a vidék egészen a Nyizsnyij Besztah falutól kb. 15 km-re délre épült azonos nevű állomásig. 
A vasútvonal jakutiai részének építését és üzemeltetését különösen megnehezítik a szélsőséges éghajlati viszonyok: a nagy évi hőingás (télen -50 °C, nyáron 30 °C) és az állandóan fagyott talaj. 
Üzemeltetését és kiépülését tekintve a vasútvonal két részre osztható:
- Déli része a Transzszibériai vasúttól Tindáig (a BAM-ig) 1977-re, folytatása Berkakitig 1979-re készült el. Az Oroszországi Vasutak távol-keleti igazgatóságához tartozik Nyerjungri teherpályaudvarig (valamivel hosszabb mint 400 km).
- A Berkakittól északra tartó rész (néha ezt nevezik a szoros értelemben vett Amur–Jakutszk-vasútvonalnak) építése 1985-ben kezdődött és hivatalosan 2019-ben fejeződött be (kb. 809 km). A Jakutföldi Vasutak Rt-hez tartozik.

| Település/Állomás  | Szakasz- kilométer | Megjegyzés                                                                                             |
| ------------------ | ------------------ | --- |
| (Bamovszkaja)      | 0                  | Leágazás a Transzszibériai vasútvonalról                                                               |
| Tinda              |                    | Kereszteződés a Bajkál–Amur-vasútvonallal, a BAM „fővárosá”-nak is nevezik                             |
| Nyerjungri         | kb. 408            | A vonal egyik központi állomása, bányavidék központja, hőerőmű                                         |
| Berkakit           | 0                  | Az 1970-es években épült, lényegében a vasút üzemeltetésére                                            |
| Csulman            | 40                 | Bányaváros az azonos nevű folyó partján                                                                |
| Aldan              | 296                | A csillám- és aranybányászat központja, mozdony depó                                                   |
| Tommot             | 377                | Híd az Aldan folyón. Hosszú ideig a vasútvonal végpontjának számított, eddig tartott a személyforgalom |
| Verhnyaja Amga     | 482                | Híd az Amga folyón                                                                                     |
| Kjorgyom           | 737                | A Léna jobb partján, a túlsó parton Pokrovszk város                                                    |
| Nyizsnyij Besztyah | 809                | A vasútvonal végpontja, az azonos nevű falutól kb. 15 km-re délre                                      |

## Története

Az Amur–Jakutszk-vasútvonal

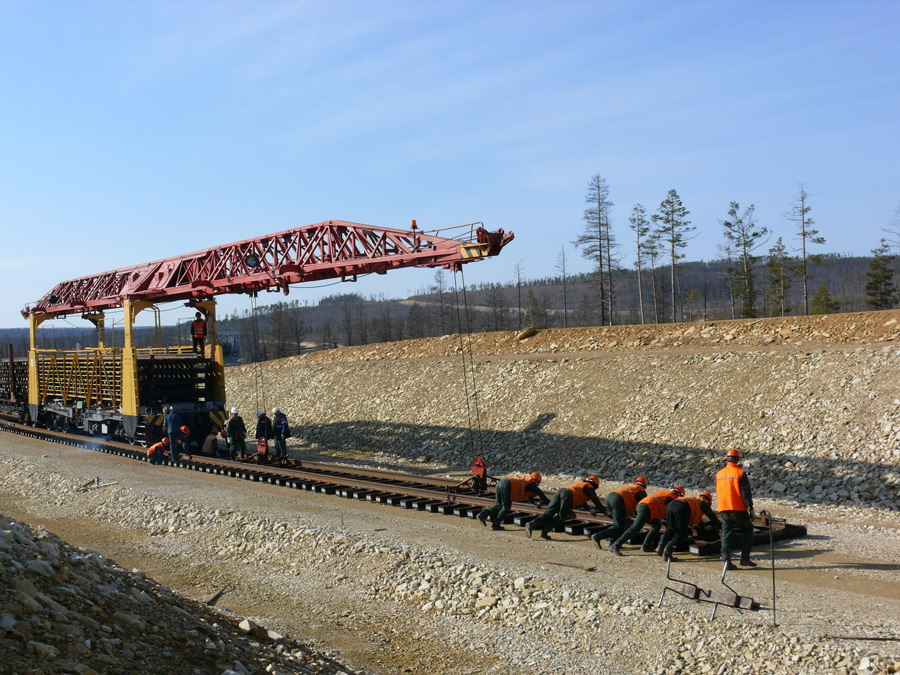
Sínfektetés Tommot körzetében

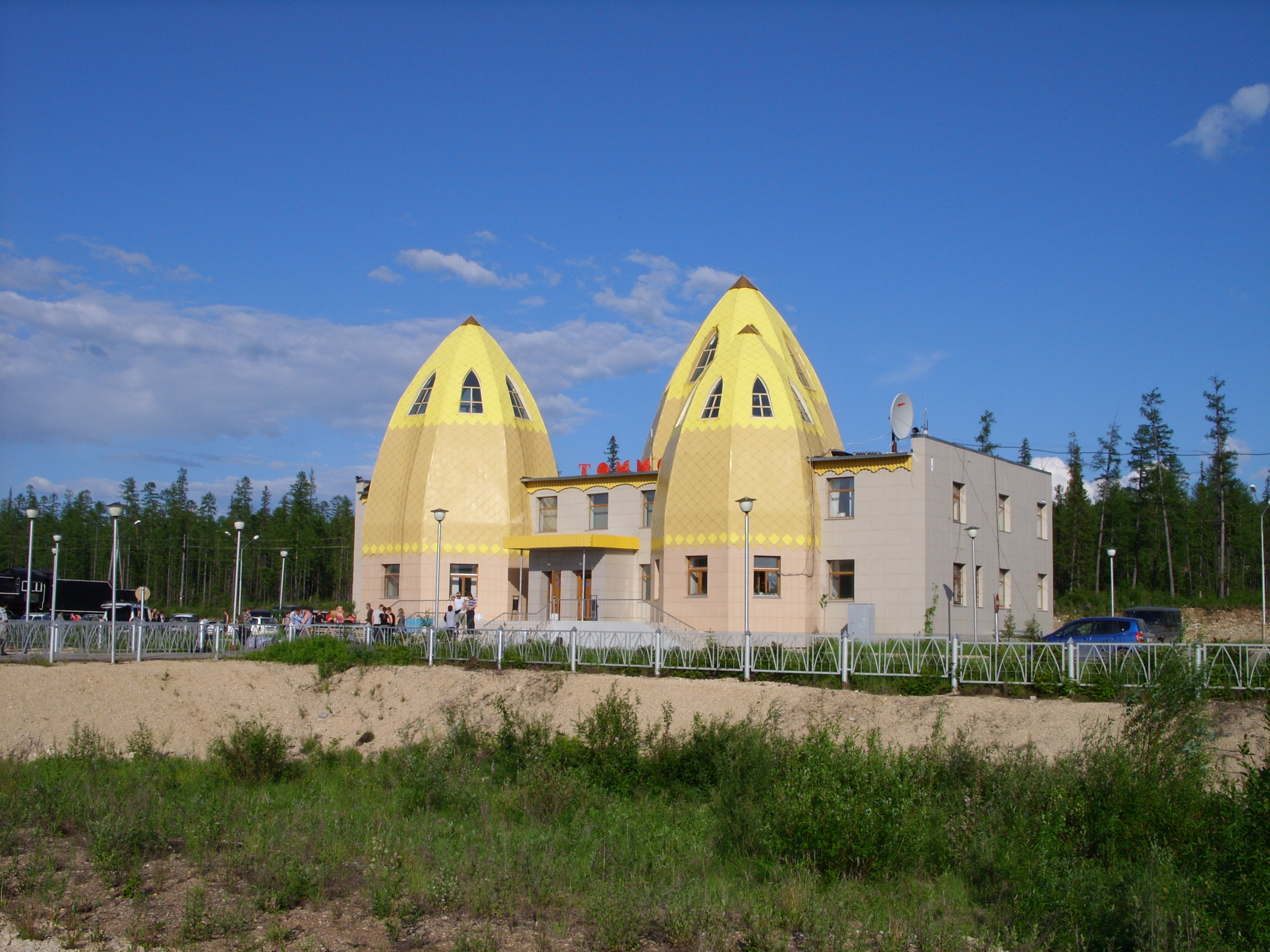
Tommot vasútállomás

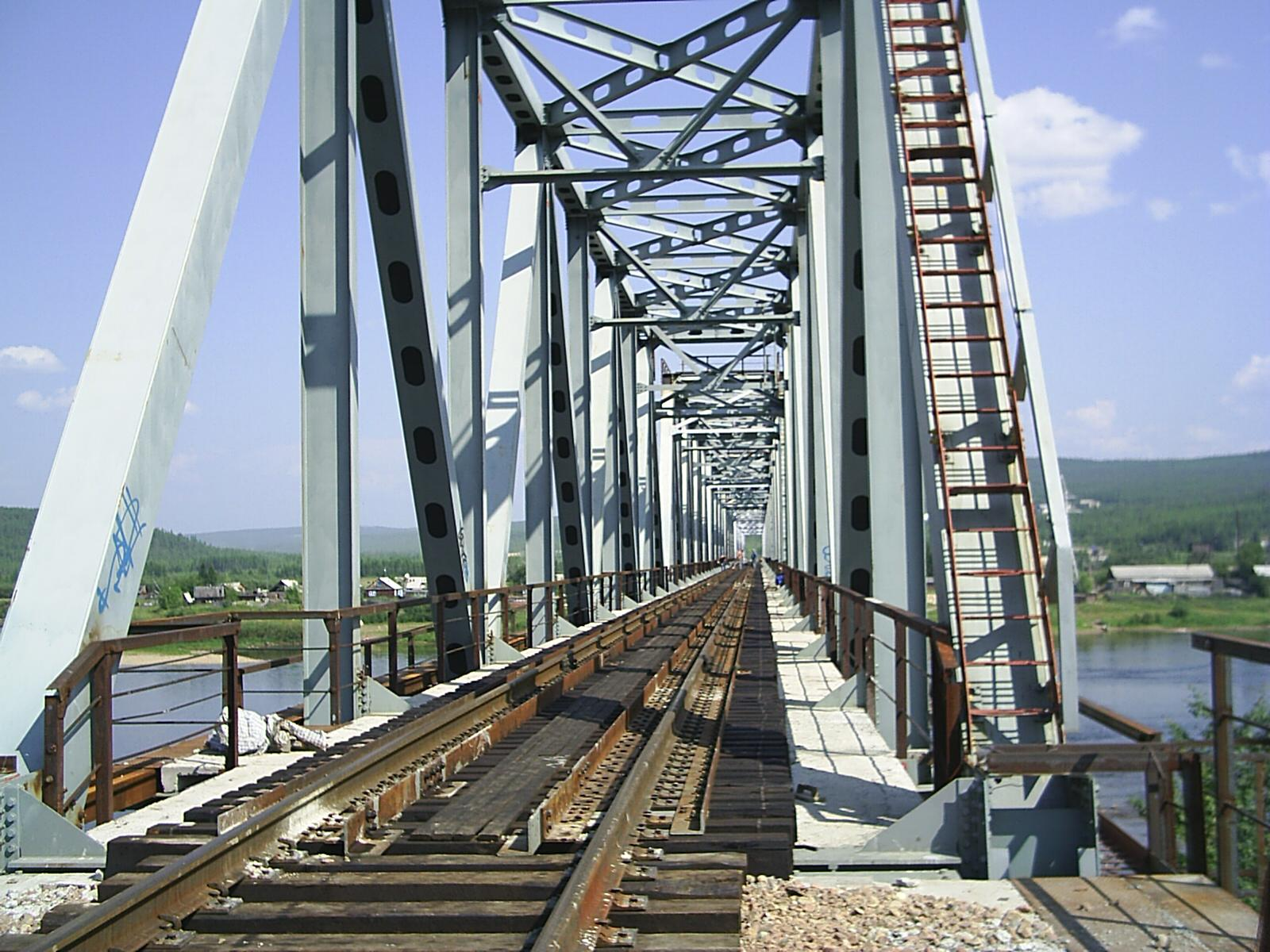
Híd az Aldanon Tommotnál

A Jakutföldre is átvezető vasútvonal terve már a 20. század első éveiben is fölmerült, de megvalósítására csak a század második felétől kezdve került sor. A sínpálya délről észak felé haladva szakaszonként, az egyes szakaszok között esetenként évekig tartó kényszerű szünetek közbeiktatásával készült. 
A Transzszibériai vasútvonalról leágazó, Tindáig tartó szárnyvonalat először 1940-41-ben fektették le, de síneit 1942-ben felszedték és a honvédő háború sztálingrádi frontján használták fel. Harminc évvel a háború után, az 1970-es évek közepén újra felépítették. Ezt a vonalat főként a BAM építése tette szükségessé, és csak később nevezték ki az Amur–Jakutszk-vasútvonal első szakaszának.
A vasútvonal északi irányú továbbépítését a dél-jakutiai szénmedence kiaknázása és a jakutföldi ipari komplexum terve indokolta. 1979 végére átadták a Tindából Berkakitbe, immár az Amuri területről Jakutföldre átvezető újabb vonalszakaszt. A közeli Nyerjungri személypályaudvarát 1984-ben avatták fel, és a városig megindult a utasforgalom.
A szovjet kormány 1985 márciusában hozott határozatot a jakutiai fővárosba vezető vasúti fővonal megépítéséről. A terv azzal számolt, hogy a Léna-híddal és a jakutszki pályaudvarral együtt a teljes vonal 1994 végére elkészül. Ezt a számítást az élet keresztülhúzta.
1992-ben begördült az első szerelvény a Nyerjungritól közel 300 kilométerre északra fekvő Aldan állomására, de a Szovjetunió felbomlása és a bekövetkező gazdasági válság miatt az építkezés alig haladt tovább. 
Jakutföld számára azonban a területén épülő egyetlen vasútvonal különösen fontos volt. A politikai változásokat és az új jogi kereteket kihasználva részvénytársaságot alapítottak, melynek fő célja a vasútvonal felépítése és használatba vétele volt. Jakutföld volt az első – 2014-ig az egyetlen – oroszországi régió, amely „saját”, regionális vasútvonallal rendelkezett, illetve rendelkezik.
1997-ben az első tehervonat megérkezett Tommotba, az Aldan partjára, de újabb kritikus időszak következett: az építkezés öt éven át csaknem teljesen szünetelt. A Nyerjungri–Tommot vonalon az előírt műszaki feltételek biztosítása és a bürokratikus problémák megoldása után, csak 2004. augusztus 28-án indulhatott meg az utasforgalom, a lakosság nagy örömére.
2006-ban elkészült az Aldan folyó vasúti hídja, majd 2008-ban Vernyaja Amga falunál az Amga hídja is. 2010. őszre a sínpálya elérte a Léna jobb partjához közeli Kjorgyom (Кёрдём) falu állomását. Egy elképzelés szerint itt épülhetne meg a vasúti híd a Léna túlsó partjára, Jakutszk felé, ám ezt a tervet félretették vagy elvetették.
A vasútvonal jelenlegi végpontján, Nyizsnyij Besztyah állomáson 2011. november 15-én helyezték el az utolsó sínpárt, az ünnepségen megjelent Dmitrij Medvegyev akkori orosz elnök. Az állomást a fogadóépülettel 2013 nyarán avatták fel. A Tommot–Nyizsnyij Besztyah (439 km) vonal használatát egy évvel később csak ideiglenes jelleggel engedélyezték és csak teherszállítások céljára. További öt évbe telt, míg hivatalosan megnyitották, és 2019. július 27-én a teljes vasútvonalon megindult a rendszeres utasforgalom.
Nyizsnyij Besztyah állomás az azonos nevű falutól 10–15 km-re délre helyezkedik el, távolsága Jakutszktól (a Lénán át) kb. 30 km. Jakutszkból a Lénán át nyáron komp, télen a folyó jegén autóbusz, illetve légpárnás kishajó biztosítja az átkelést a jobb partra, ahonnan különbusz közlekedik a vasútállomásra. 

### 2020-tól
2019-ben elkezdődött Nyizsnyij Besztyah állomásról egy rövid szárnyvonal kiépítése a Léna közeli partszakaszára, ahol jelentős folyami teherkikötőt és átrakodó állomást készülnek létrehozni. 
A jakutszki Léna-híd építését évtizedek óta ígérik, 2020-ban talán el is kezdik. 2019. novemberben lényegében eldőlt, hogy a település körzetében, de jóval délebbre építik meg, hír szerint csak közúti hidat. Ennek befejezése legkorábban 2025-re várható.